# Лима, Эдуардо Жорже де
Эдуардо Жорже да Лима (порт.-браз. Eduardo Jorge de Lima; 22 августа 1920, Сан-Паулу — 17 июля 1973, Сан-Паулу) — бразильский футболист, полузащитник.

## Карьера
Эдуардо Лима родился в футбольной семье в районе Бом-Ретиру. Его отец Жорже Жозе де Лима играл за местный клуб «Интернасьонал», братья Жуан, Антонио, Освалдо выступали за местные небольшие команды, а четвёртый брат Марио играл за «Васко да Гаму». Он начал играть в футбол в любительской команде «Прогрессо Насьонал», а затем за молодёжный состав клуба «Коринтианс», откуда перешёл в «Палестру Италию». 27 октября 1938 года Эдуардо дебютировал в основном составе команды в товарищеской игре с «Сан-Паулу» (2:1). 11 декабря того же года Лима забил первый мяч за клуб, поразив ворота «Португезы Сантисты» (2:2). С приходом на пост главного тренера команды Каэтано де Доменико, футболист стал твёрдым игроком основы «Палестры», и в том же выиграл свой первый трофей — чемпионат штата Сан-Паулу. 
Эдуардо был в числе игроков, которые пережили переименования «Палестры» в «Палмейрас» 13 сентября 1942 года, связанного с нежеланием ассоциировать себя со «странами Оси». Более того, он был одним из немногих, кто нёс бразильский флаг в первой игре после переименования. Лима выиграл с командой ещё 4 титула чемпиона штата, а также турнир Рио-Сан-Паулу и Кубок Рио, первый межконтинентальный турнир для клубов. 30 января 1954 года он забил последний матч в составе команды, поразив ворота «Линенсе» (7:2), а 1 августа того же год провёл последний матч за «Палмейрас», против «Насьонала» (4:0). Всего в составе команды он сыграл 467 встреч (267 побед, 103 ничьих и 97 поражений) и забил 148 голов, по другим данным —  458 встреч (255 побед, 106 ничьих и 97 поражений) и забил 149 голов. После ухода из клуба он играл за «Жабакуару», «Унион Сан-Жуан», «Сан-Бернарду» и «Итатибу».
В составе сборной Бразилии Лима дебютировал 15 мая 1944 года с Уругваем (6:1), в котором забил 2 гола. Годом позже он выступал за национальную команды в победном розыгрыше Кубка Рока, где Бразилии противостояла Аргентина, в котором он забил один из голов. В 1946 году он поехал в составе сборной на чемпионат Южной Америки. В первой игре команды на турнире против Боливии его заменил Тезоуринья, а во второй, против Уругвая, сам вышел на замену, вместо Шико. Тезоуринья вытеснил его из состава на оставшиеся матчи первенства, в результате Лима только раз вышел на позе, заменив его по ходу встречи с Аргентиной. После Эдуардо лишь раз сыграл за сборную, 29 марта 1947 года в матче Кубка Рио-Бранко с Уругваем (0:0).

## Статистика

### Клубная
| Сезон | Клуб            | Лига          | Чемпионат | Чемпионат | Прочие | Прочие | Международные | Международные | Товарищеские | Товарищеские |
| Сезон | Клуб            | Лига          | Игры      | Голы      | Игры   | Голы   | Игры          | Голы          | Игры         | Голы         |
| ----- | --------------- | ------------- | --------- | --------- | ------ | ------ | ------------- | ------------- | ------------ | ------------ |
| 1938  | Палестра Италия | Лига Паулиста | 1         | 0         | —      | —      | —             | —             | 4            | 1            |
| 1939  | Палестра Италия | Лига Паулиста | 8         | 0         | —      | —      | —             | —             | 7            | 4            |
| 1940  | Палестра Италия | Лига Паулиста | 18        | 5         | 6      | 5      | —             | —             | 6            | 3            |
| 1941  | Палестра Италия | Лига Паулиста | 16        | 8         | 3      | 0      | —             | —             | 17           | 1            |
| 1942  | Палмейрас       | Лига Паулиста | 19        | 15        | 5      | 1      | —             | —             | 14           | 6            |
| 1943  | Палмейрас       | Лига Паулиста | 19        | 13        | 3      | 1      | —             | —             | 5            | 0            |
| 1944  | Палмейрас       | Лига Паулиста | 17        | 4         | 4      | 0      | —             | —             | 3            | 3            |
| 1945  | Палмейрас       | Лига Паулиста | 20        | 9         | 1      | 0      | —             | —             | 15           | 8            |
| 1946  | Палмейрас       | Лига Паулиста | 14        | 2         | 2      | 4      | —             | —             | 9            | 3            |
| 1947  | Палмейрас       | Лига Паулиста | 16        | 6         | 3      | 2      | 3             | 0             | 12           | 4            |
| 1948  | Палмейрас       | Лига Паулиста | 14        | 2         | 5      | 2      | —             | —             | 6            | 0            |
| 1949  | Палмейрас       | Лига Паулиста | 17        | 6         | 2      | 0      | —             | —             | 23           | 7            |
| 1950  | Палмейрас       | Лига Паулиста | 5         | 2         | 7      | 1      | —             | —             | 15           | 1            |
| 1951  | Палмейрас       | Лига Паулиста | 14        | 7         | 12     | 5      | 6             | 0             | 6            | 1            |
| 1952  | Палмейрас       | Лига Паулиста | 15        | 3         | 1      | 0      | —             | —             | 22           | 1            |
| 1953  | Палмейрас       | Лига Паулиста | 7         | 1         | 5      | 0      | —             | —             | 8            | 2            |
| 1954  | Палмейрас       | Лига Паулиста | 0         | 0         | —      | —      | —             | —             | 7            | 0            |

1. ↑  Включает следующие турниры: турнир Открытия Паулиста, турнир Рио-Сан-Паулу, Кубок города Сан-Паулу, Кубок чемпионов штатов Рио-Сан-Паулу, Кубок чемпионов штатов Сан-Паулу-Баия[8], турнир Открытия Рио-Сан-Паулу[порт.]
2. ↑  Включает следующие турниры: Кубок Атлантики, Кубок Рио
3. ↑  Включает товарищеский матчи, а также следующие турниры: Кубок Рыцарства Эрнесто Жулиано[9], турнир Золотой лотереи[порт.], Кубок Белу-Оризонти[10], Трофей Риу-Гранди-ду-Сул[11], Турнир пяти Р. Монтейро[порт.], турнир Золотой Свадьбы[12], турнир пяти мэра Линеу Престеса[13], турнир пяти Паулиста[14], турнир пяти Сан-Паулу-Рио-де-Жанейро[15]
4. 1 2 3 4 5 6  конец турнира пришёлся на следующий год. Статистика показана за весь турнир, независимо от его окончания

### Международная
| Матчи Лимы за сборную Бразилии | Матчи Лимы за сборную Бразилии | Матчи Лимы за сборную Бразилии | Матчи Лимы за сборную Бразилии | Матчи Лимы за сборную Бразилии | Матчи Лимы за сборную Бразилии | Матчи Лимы за сборную Бразилии |
| ------------------------------ | ------------------------------ | ------------------------------ | ------------------------------ | ------------------------------ | ------------------------------ | ------------------------------ |
| №                              | Дата                           | Место проведения               | Оппонент                       | Счёт                           | Голы                           | Турнир                         |
| 1                              | 15 мая 1944                    | Рио-де-Жанейро                 | Уругвай                        | 6:1                            | 2                              | Товарищеский матч              |
| 2                              | 18 мая 1944                    | Сан-Паулу                      | Уругвай                        | 4:0                            | —                              | Товарищеский матч              |
| 3                              | 20 декабря 1945                | Рио-де-Жанейро                 | Аргентина                      | 6:2                            | —                              | Кубок Рока                     |
| 4                              | 23 декабря 1945                | Рио-де-Жанейро                 | Аргентина                      | 3:1                            | 1                              | Кубок Рока                     |
| 5                              | 5 января 1946                  | Монтевидео                     | Уругвай                        | 3:4                            | —                              | Кубок Рио-Бранко               |
| 6                              | 9 января 1946                  | Монтевидео                     | Уругвай                        | 1:1                            | —                              | Кубок Рио-Бранко               |
| 7                              | 16 января 1946                 | Буэнос-Айрес                   | Боливия                        | 3:0                            | —                              | Чемпионат Южной Америки        |
| 8                              | 23 января 1946                 | Буэнос-Айрес                   | Уругвай                        | 4:3                            | —                              | Чемпионат Южной Америки        |
| 9                              | 10 февраля 1946                | Буэнос-Айрес                   | Аргентина                      | 0:2                            | —                              | Чемпионат Южной Америки        |
| 10                             | 29 марта 1947                  | Сан-Паулу                      | Уругвай                        | 0:0                            | —                              | Кубок Рио-Бранко               |

## Достижения
- Чемпион штата Сан-Паулу: 1940, 1942, 1944, 1947, 1950
- Обладатель Кубка Рока: 1945
- Обладатель Кубка Рио-Бранко: 1947
- Победитель турнира Рио-Сан-Паулу: 1951
- Победитель Кубка Рио: 1951